# Alfred Kowalski
Pour les articles homonymes, voir Kowalski.
Alfred Kowalski alias Alfred Wierusz-Kowalski, né Alfred Jan Maksymilian Kowalski le 11 octobre 1849 à Suwałki en Pologne et décédé le 16 février 1915 à Munich en Allemagne, est un peintre polonais de scènes de genre, représentant du réalisme et de l'école de Munich.

## Biographie
Alfred Kowalski naît en 1849 à Suwałki. Il grandit à Suwałki et à Kalisz, ou il suit des cours de dessin auprès du peintre Stanisław Barcikowsk (pl). En 1868, il poursuit ses études à l'école de dessin de Varsovie, puis à l'école supérieure des beaux-arts de Dresde, ou il rencontre le peintre Václav Brožík, avec qui il devient ami. Ensemble, ils séjournent à Prague en 1872, puis à partir de 1873, à Munich, ou Kowalski s'installe définitivement. Il étudie à l'académie des beaux-arts de la ville et auprès du peintre Józef Brandt.
Au cours de sa carrière, il peint des scènes de genre de la vie quotidienne de l'époque, comme la chasse, les travaux dans les champs, les cérémonies religieuses ou les déplacements à cheval, à travers différentes périodes de l'année, ce qui lui permet de jouer avec la lumière, les ombres et la couleur au cœur de ces toiles. Certaines de ces œuvres rappelle l'esprit de la période Biedermeier, d'autres sont marquées par la tradition et les coutumes polonaises. Il s'illustre également dans la représentation des loups, sous les traits d'une meute sauvage attaquant l'homme ou en animal solitaire dans des paysages d'hivers.
En 1883, il reçoit une médaille lors d'une exposition au Palais des glaces. En 1890, il devient professeur à l'académie des beaux-arts de Munich. En 1903, à la suite du déclin de sa carrière artistique, il effectue un voyage en Afrique du Nord, amenant dans ces toiles des sujets issus de l'orientalisme. Il décède à Munich en 1915. D'abord enterré au cimetière Waldfriedhof de Munich, ces cendres sont déplacés au cimetière de Powązki en 1936.
Ces œuvres sont notamment visibles ou conservées dans différents musées européens, comme le musée national de Varsovie, le musée national de Cracovie, le Silesian Museum (en) de Katowice, le musée régional de Suwałki, le musée polonais de Rapperswil, la Neue Pinakothek de Munich ou le Stedelijk Museum Amsterdam d'Amsterdam, ainsi que dans plusieurs musées américains, comme le musée des Beaux-Arts de Boston, le Frye Art Museum (en) de Seattle ou le Milwaukee Art Museum.

## Œuvres

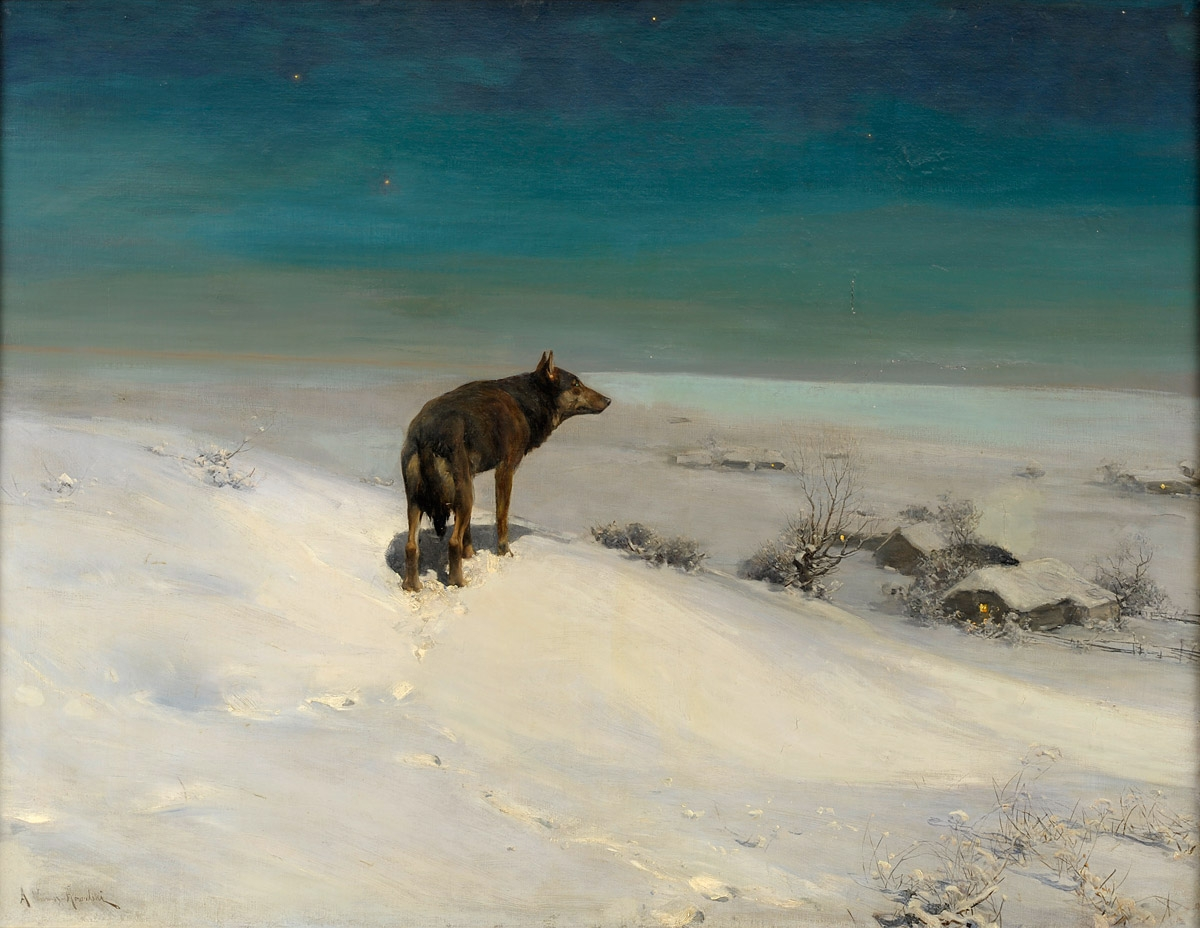
Loup solitaire, sans date
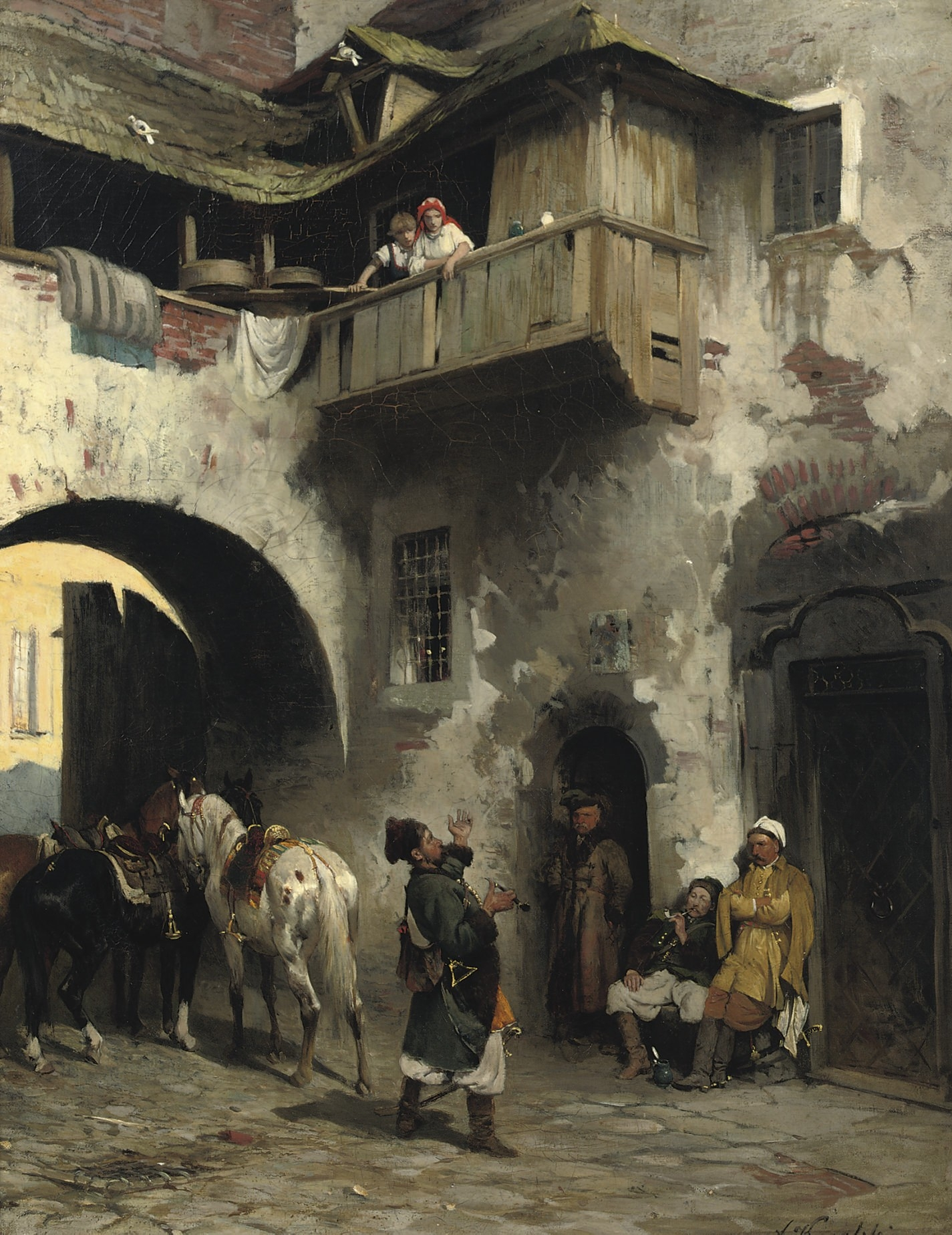
Le Messager, sans date
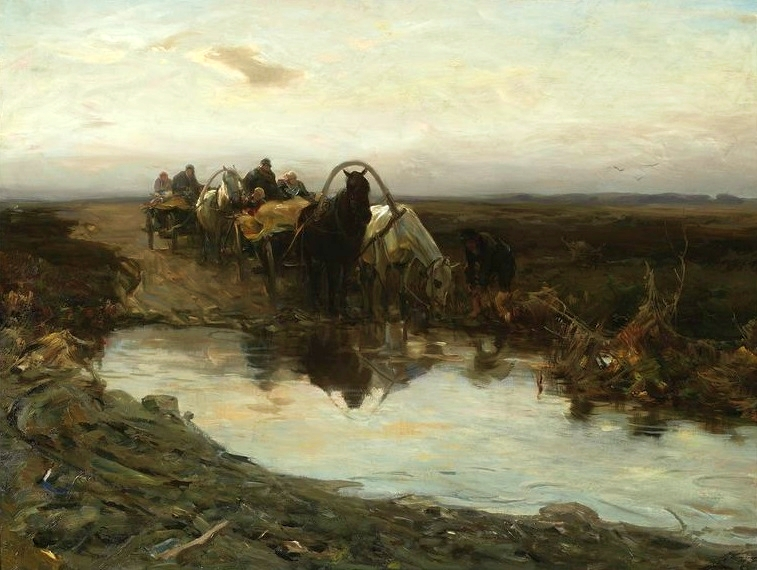
Charrette de paysans et mare d'eau, sans date, Musée national de Varsovie
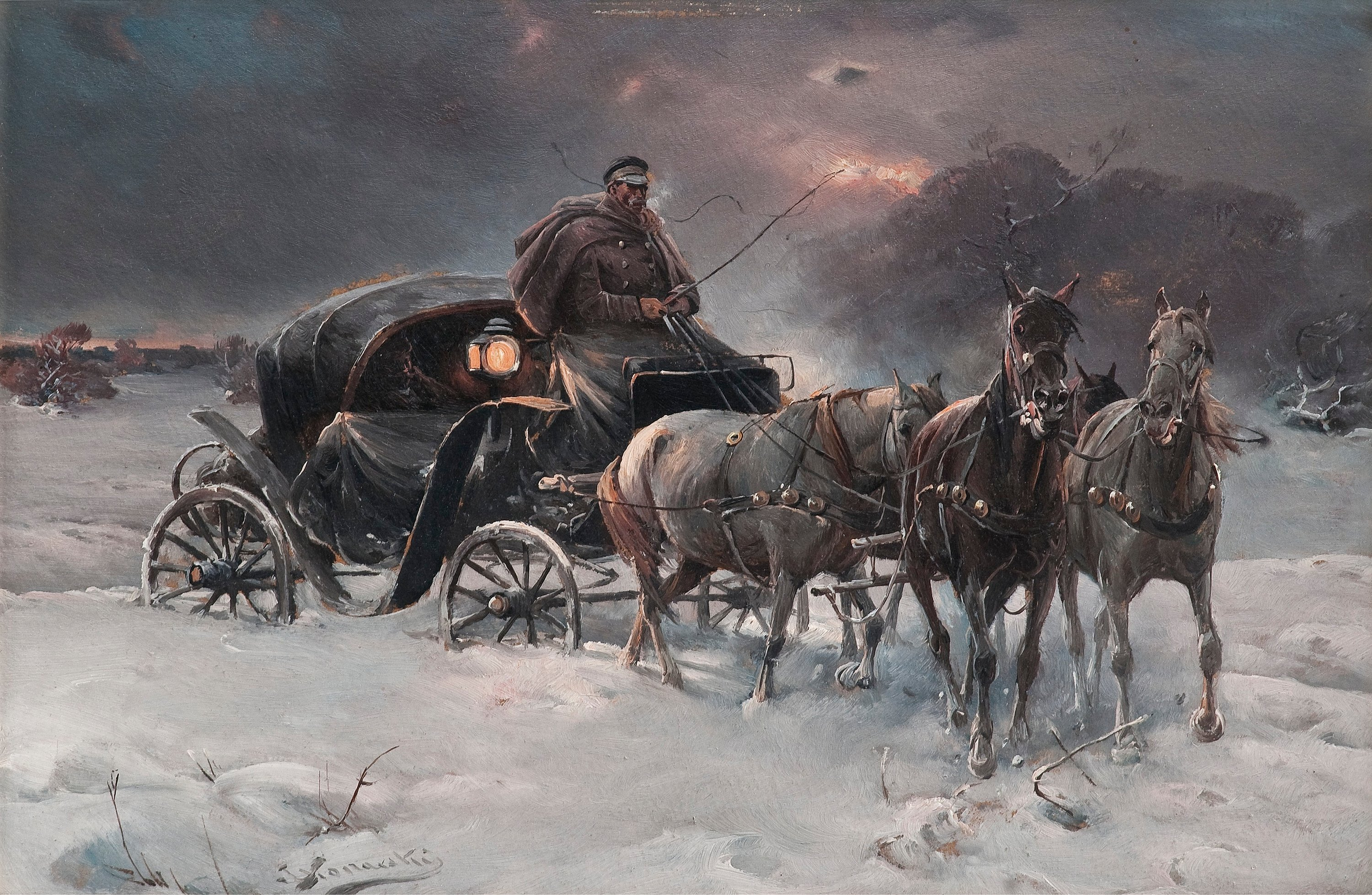
Voyageur lors d'une nuit d'hiver, sans date
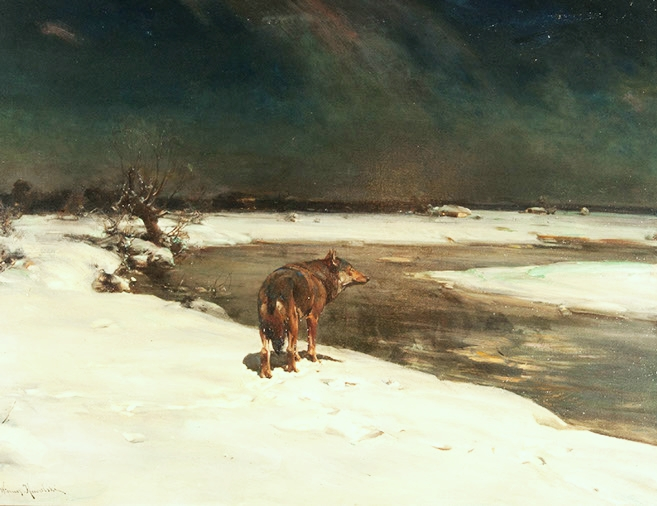
Loup solitaire, sans date, musée polonais de Rapperswil
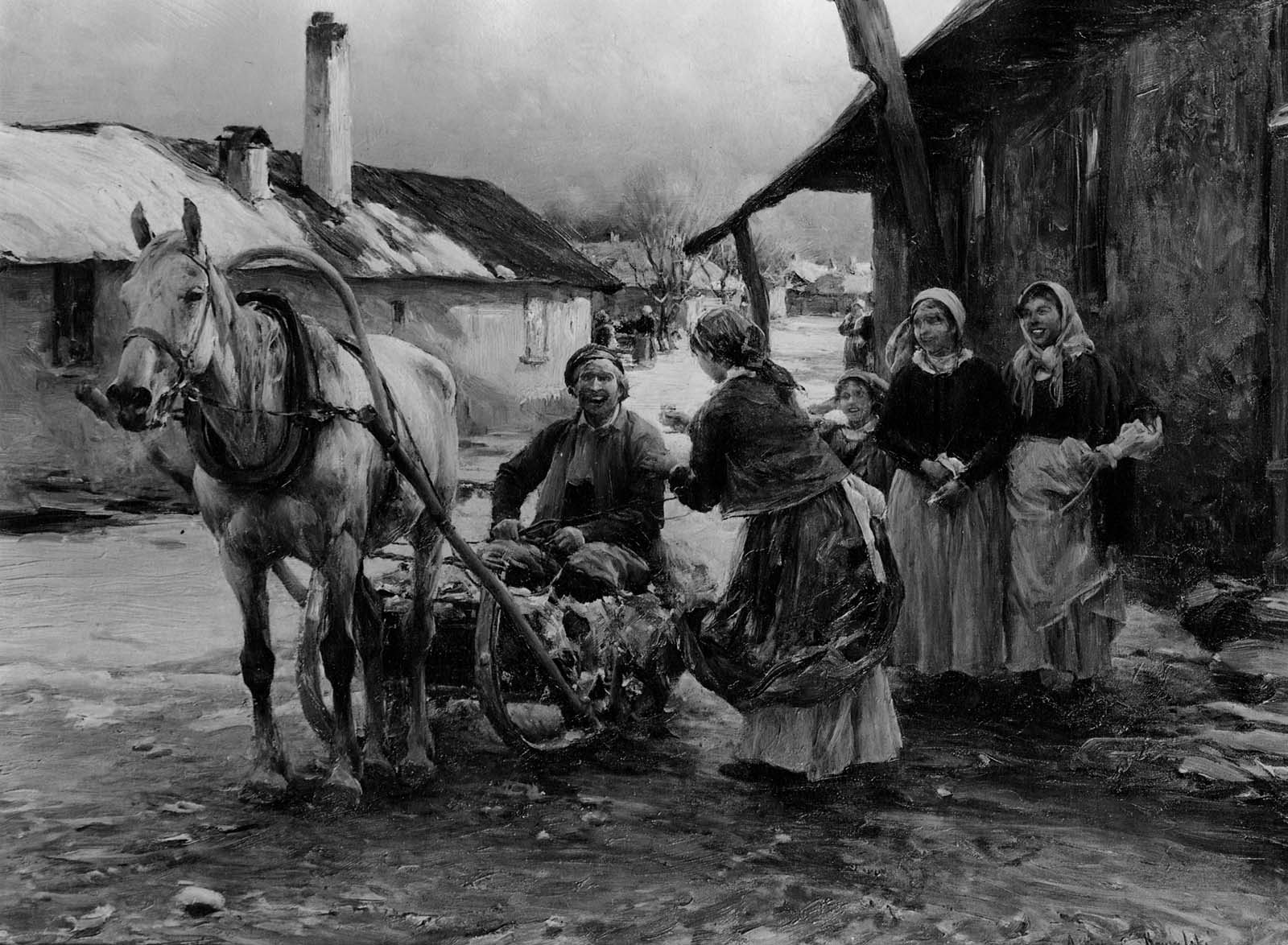
Dans un village polonais, sans date, musée des Beaux-Arts de Boston
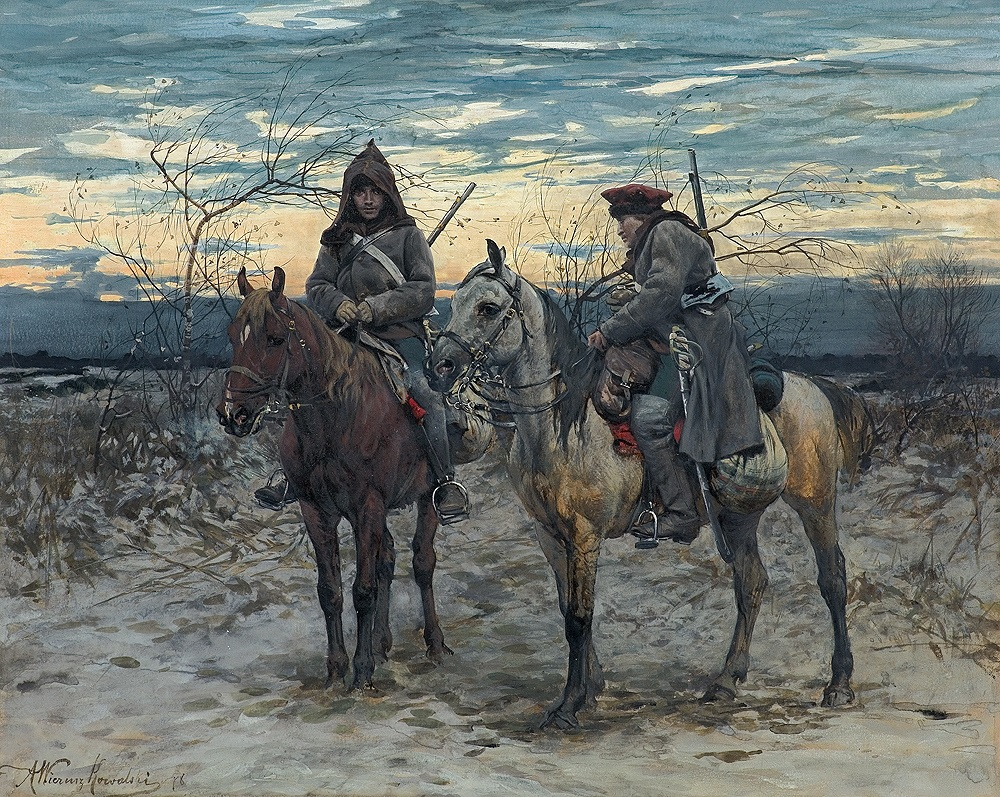
Patrouille à cheval, 1878
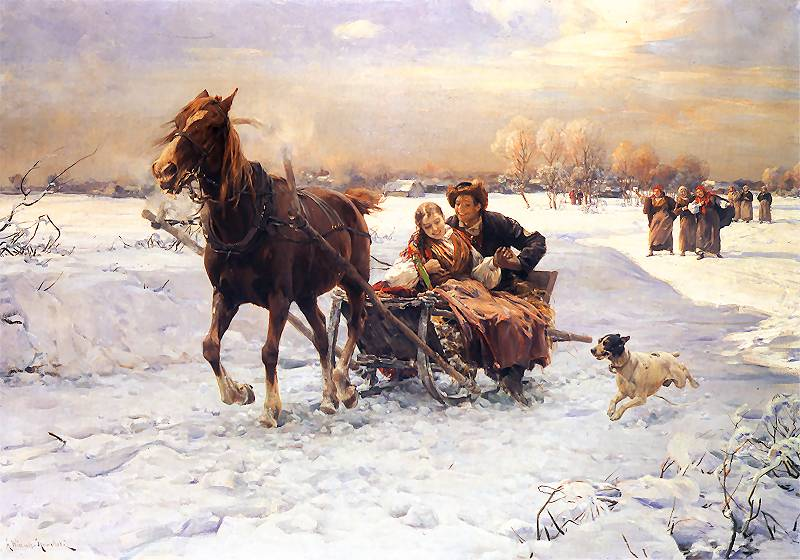
Promenade en luge, 1890
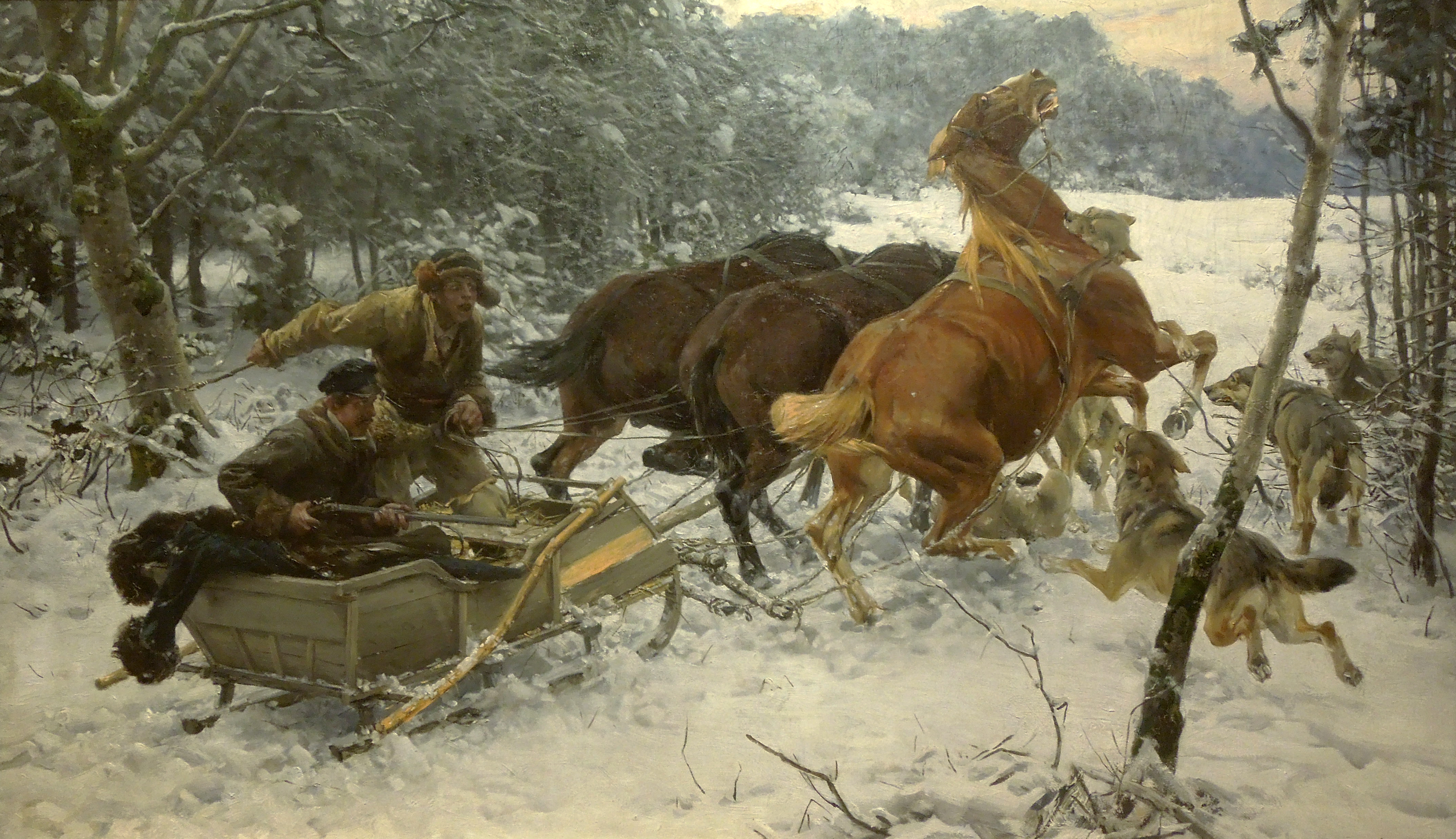
Attaque de loup, 1890
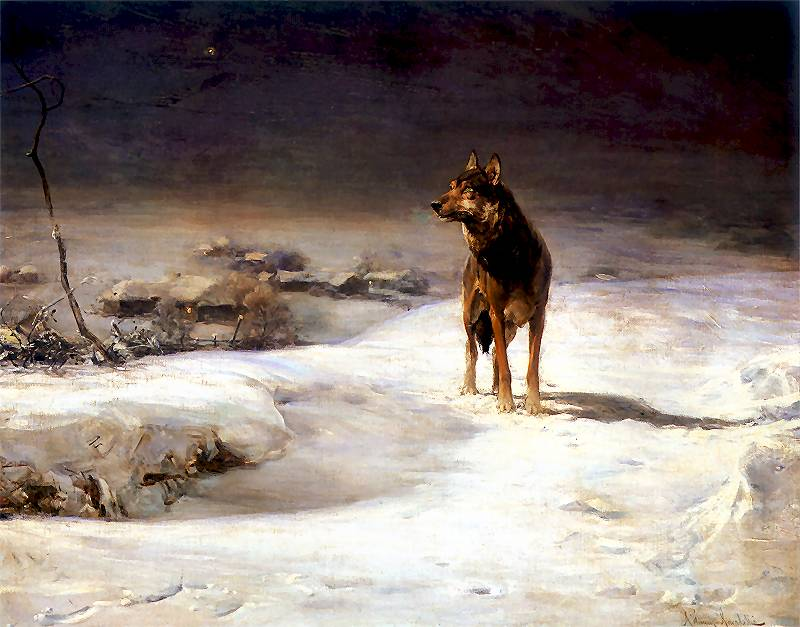
Loup, vers 1895
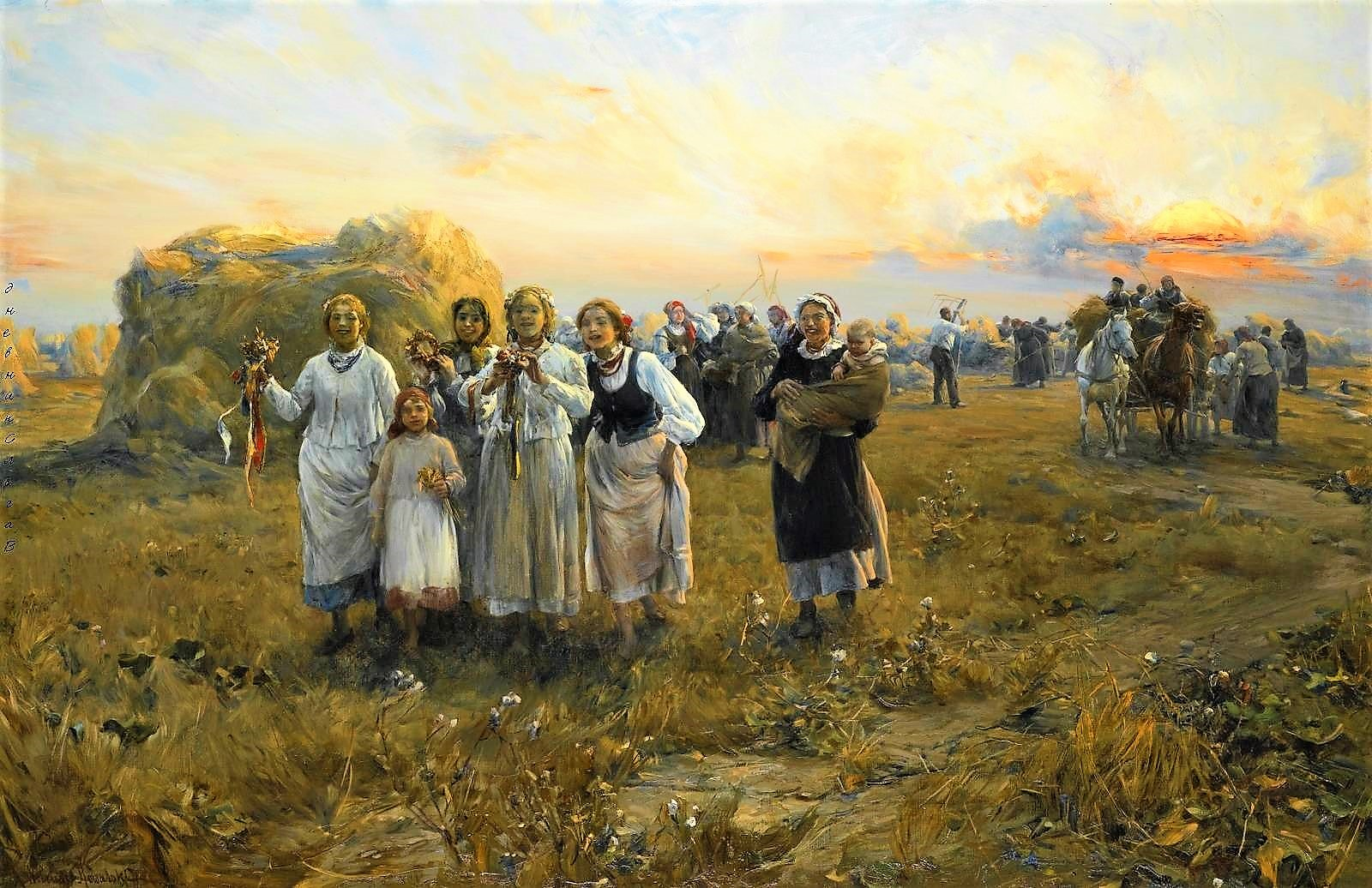
Dożynki, 1910
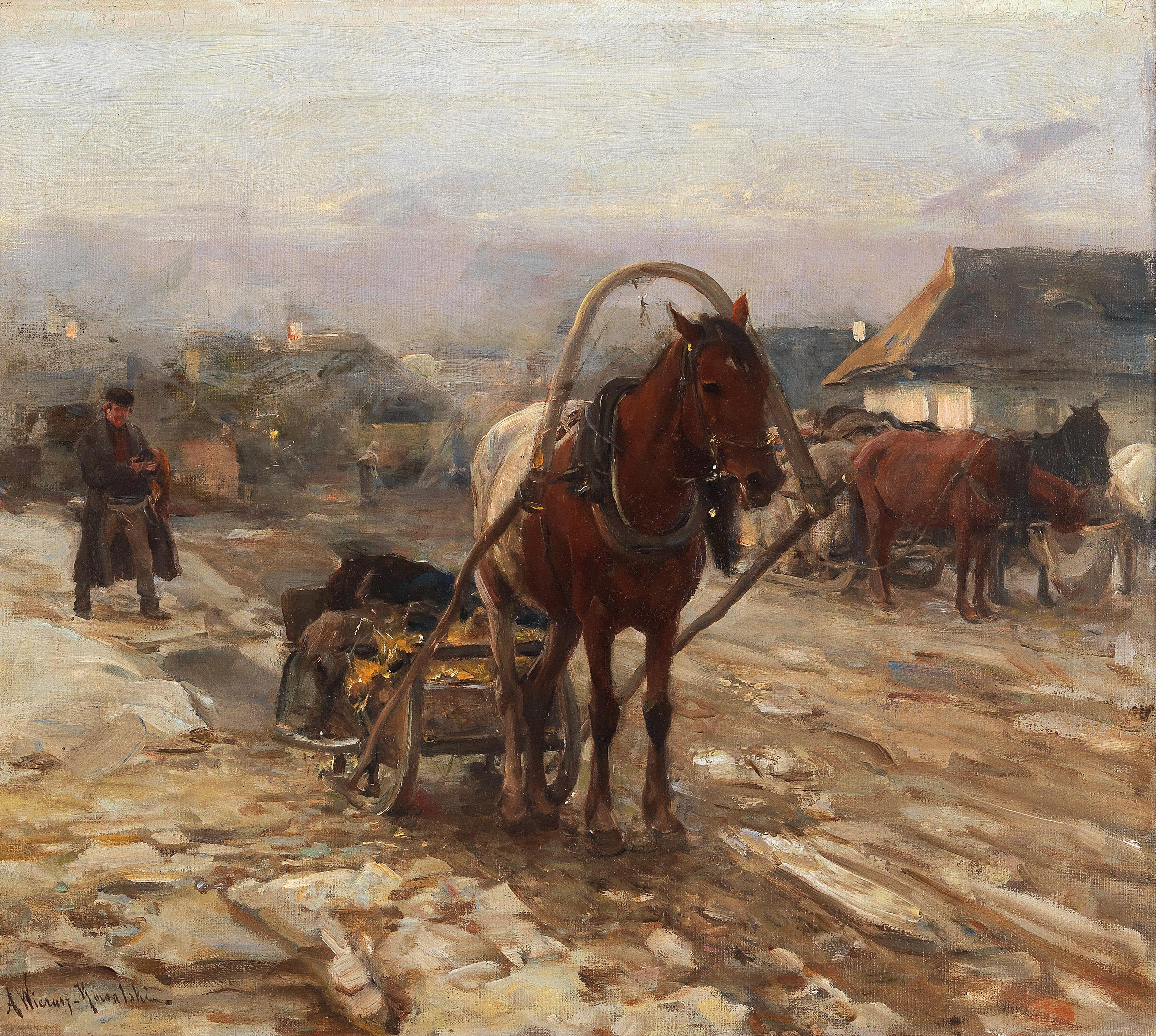
Cheval et charrette dans la rue du village, vers 1915
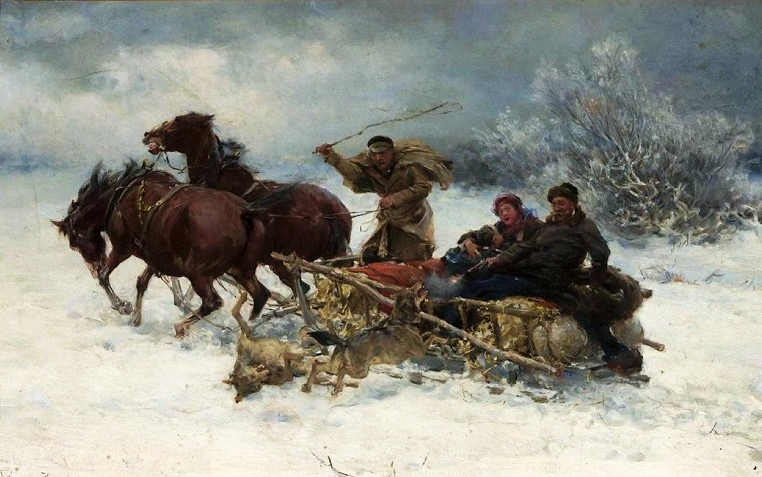
Loups attaquant un traîneau, vers 1880, Musée national de Varsovie
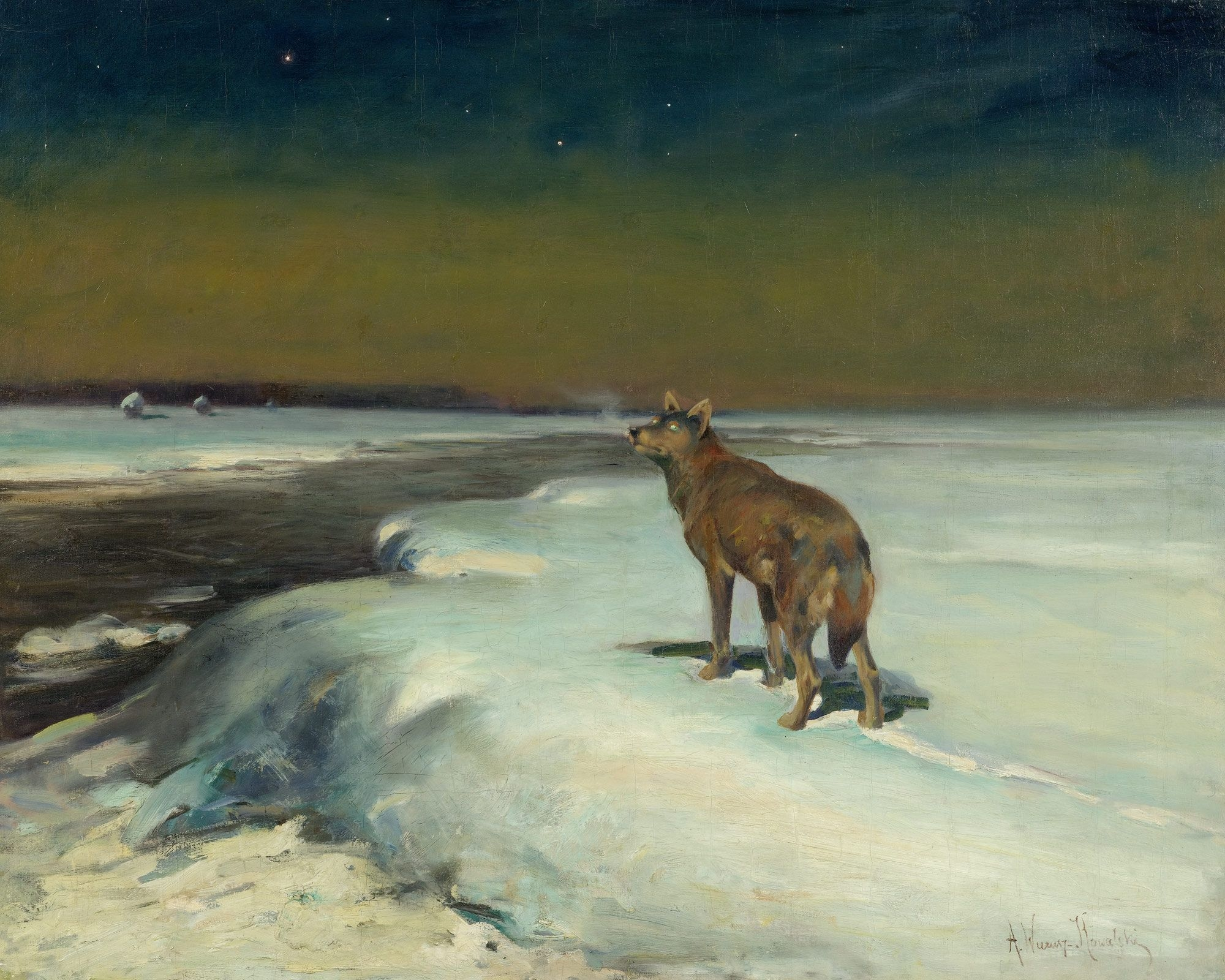
En février, sans date
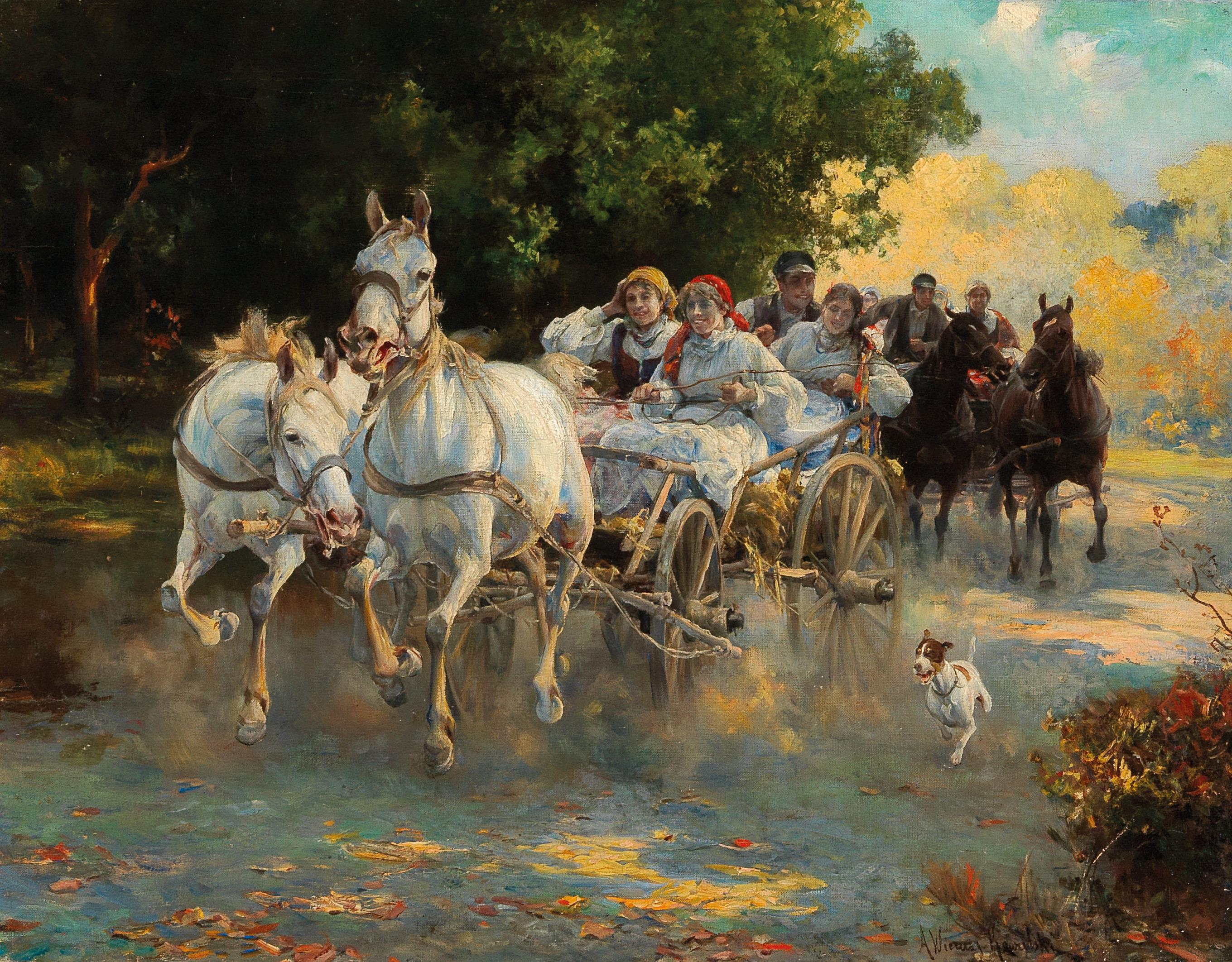
Mariage paysan, sans date
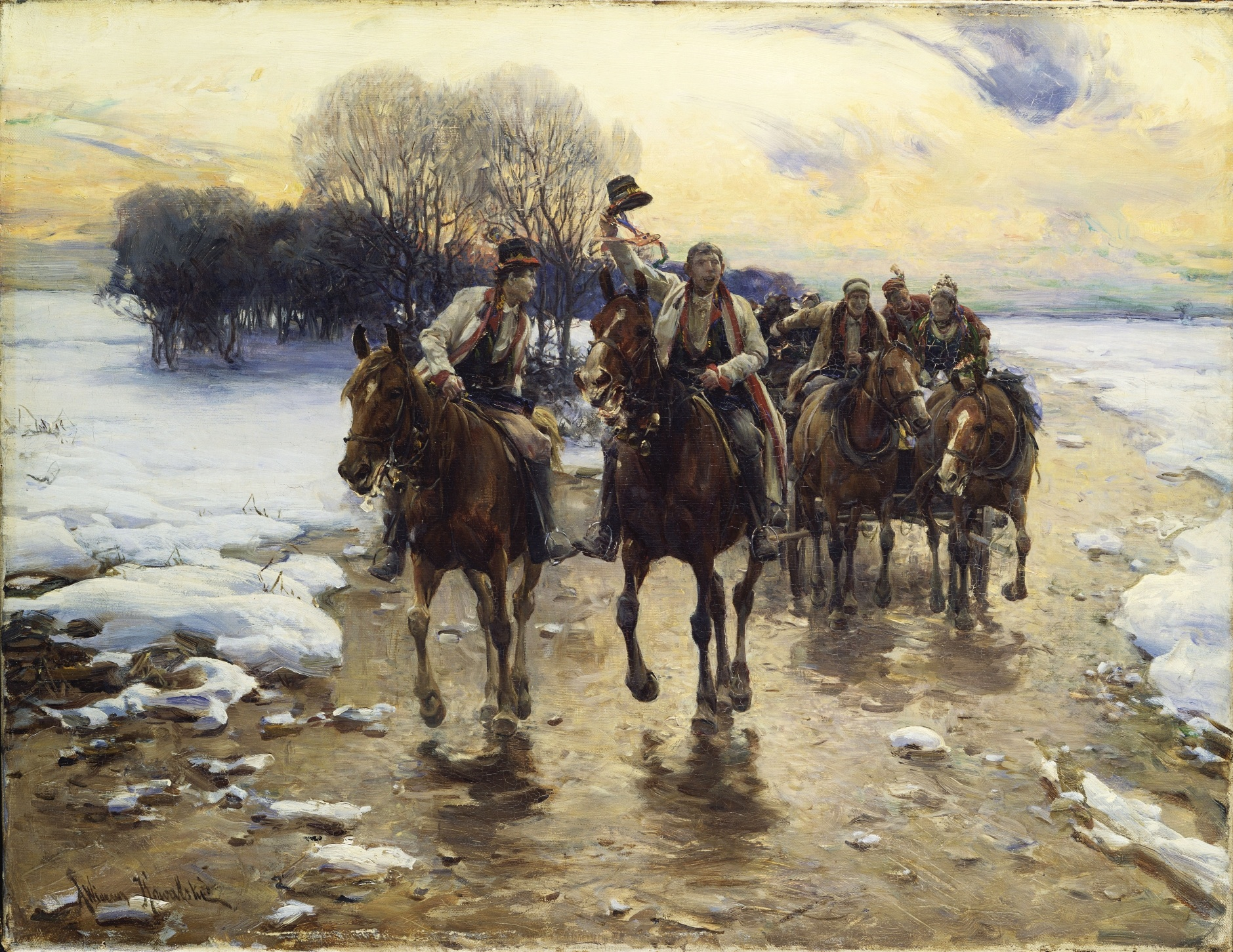
Fête de mariage, sans date
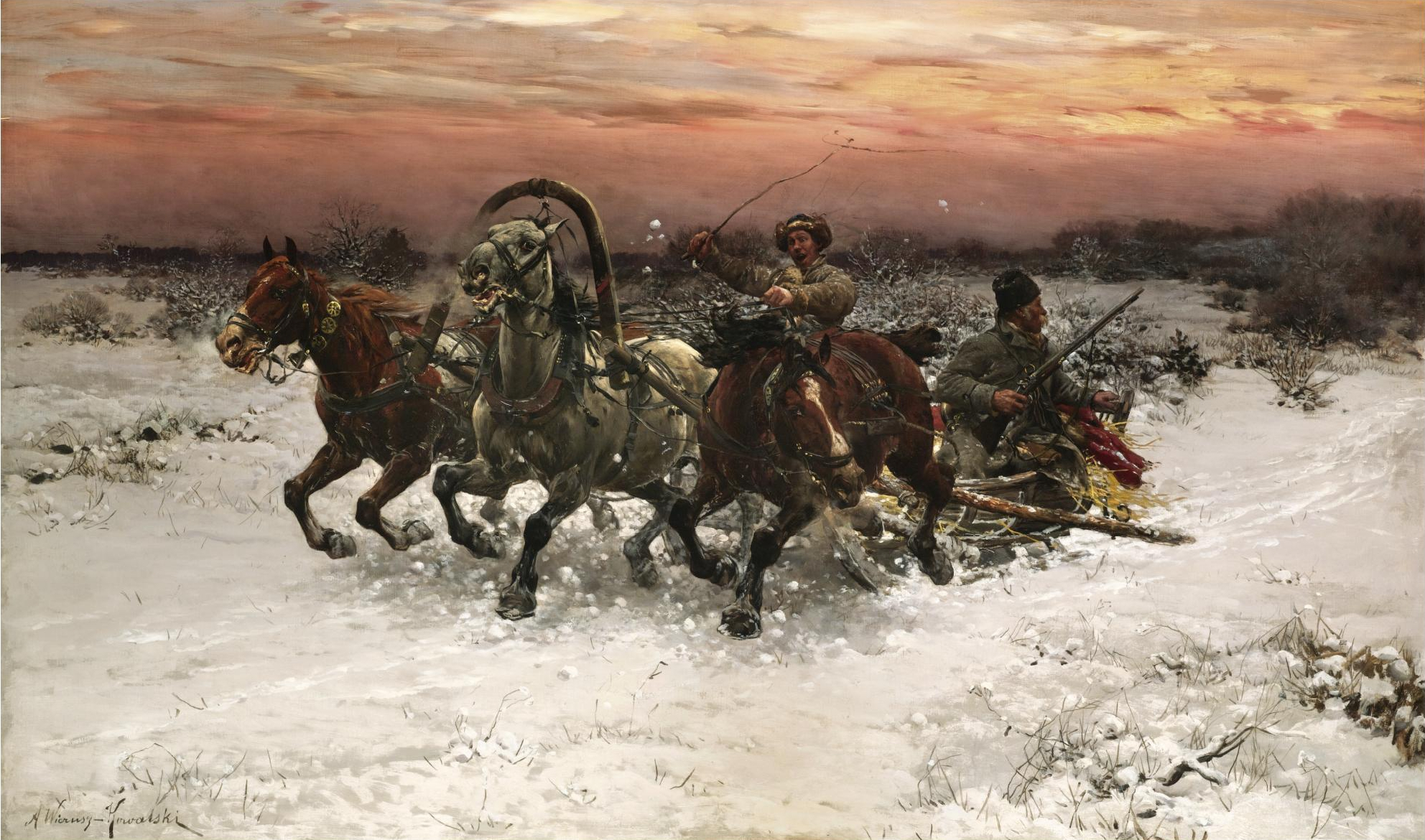
Troïka poursuivie par les loups, sans date
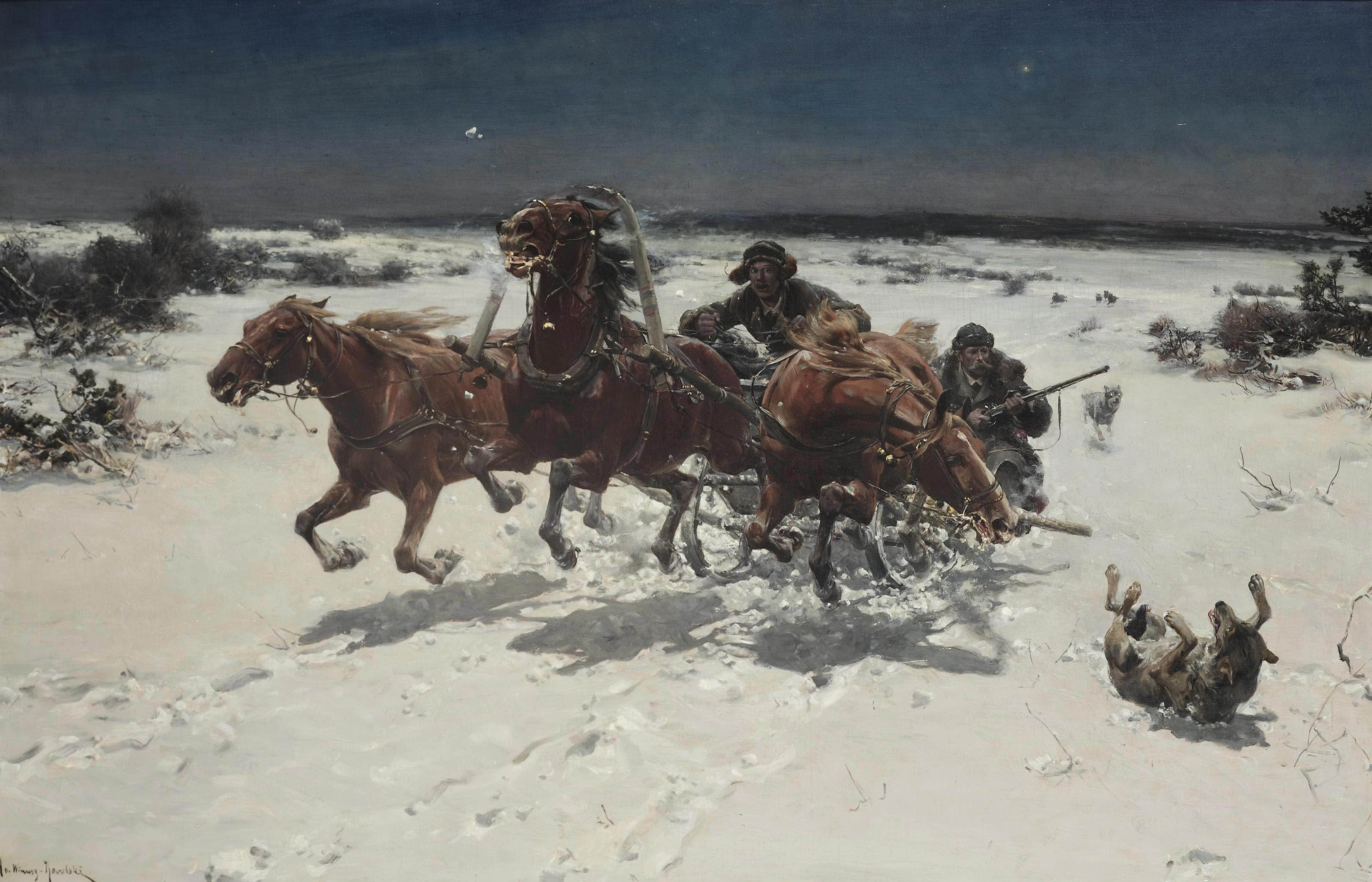
Troïka poursuivie par les loups, sans date
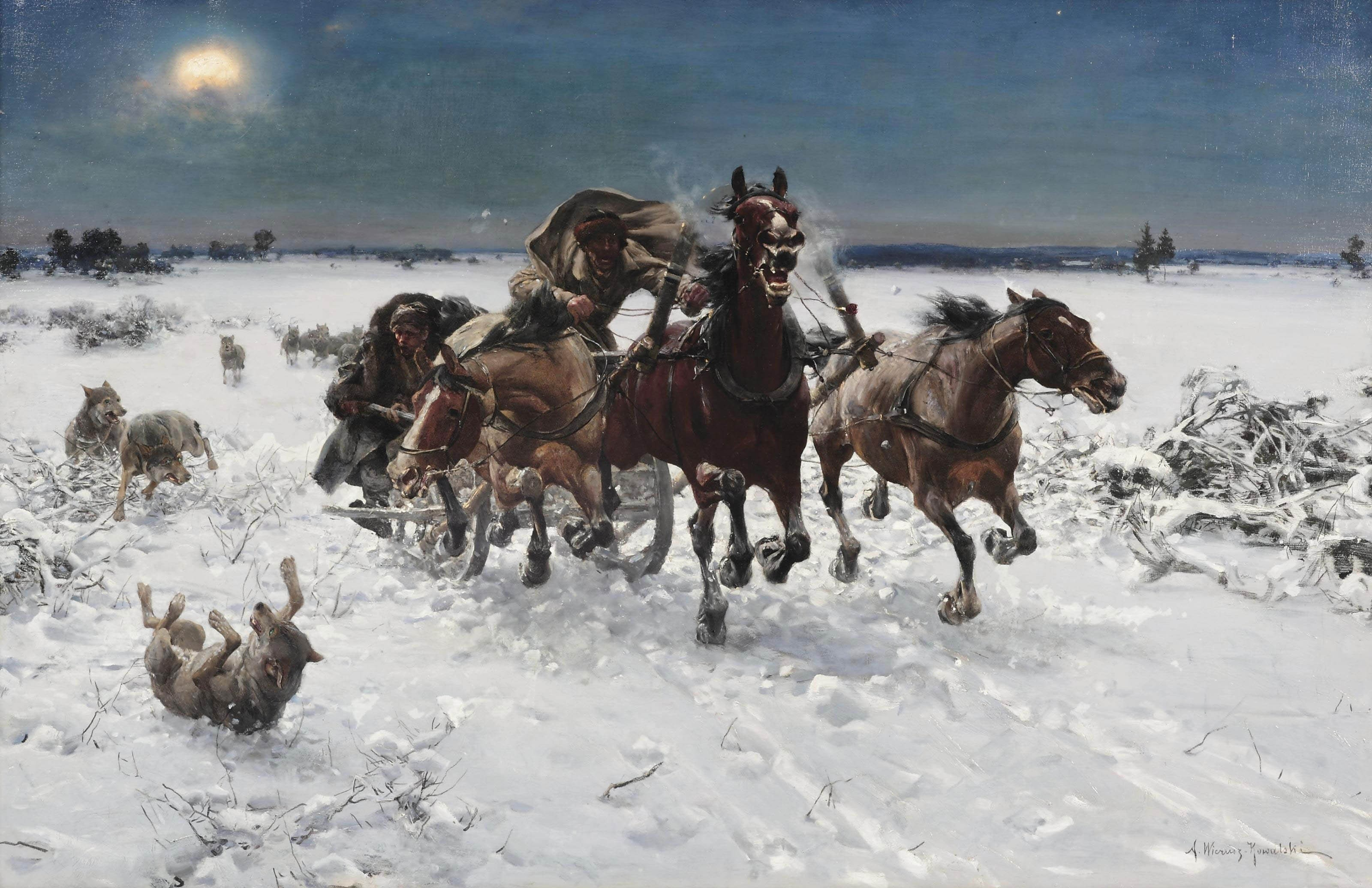
Troïka poursuivie par les loups, sans date
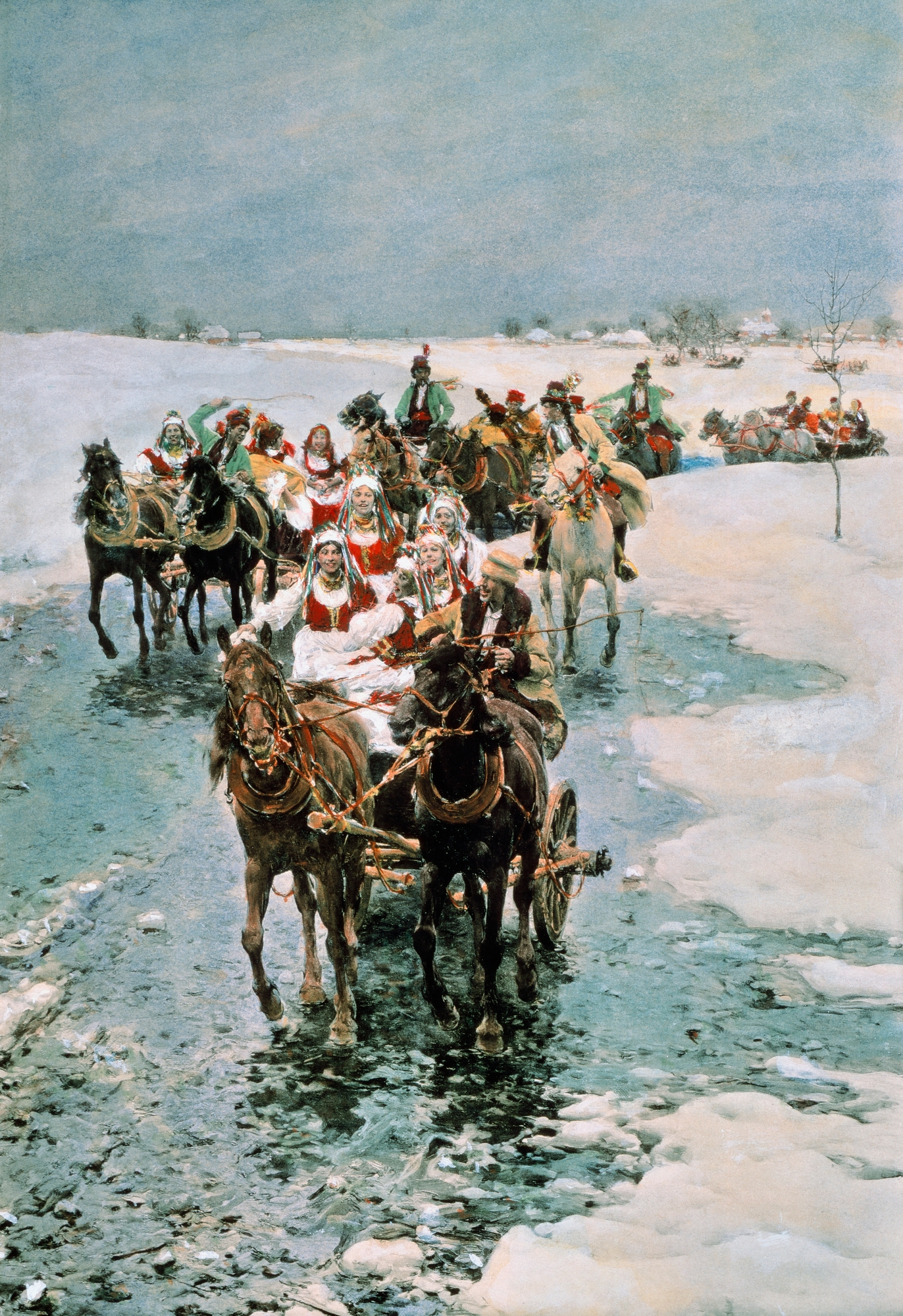
Départ de la mariée, sans date
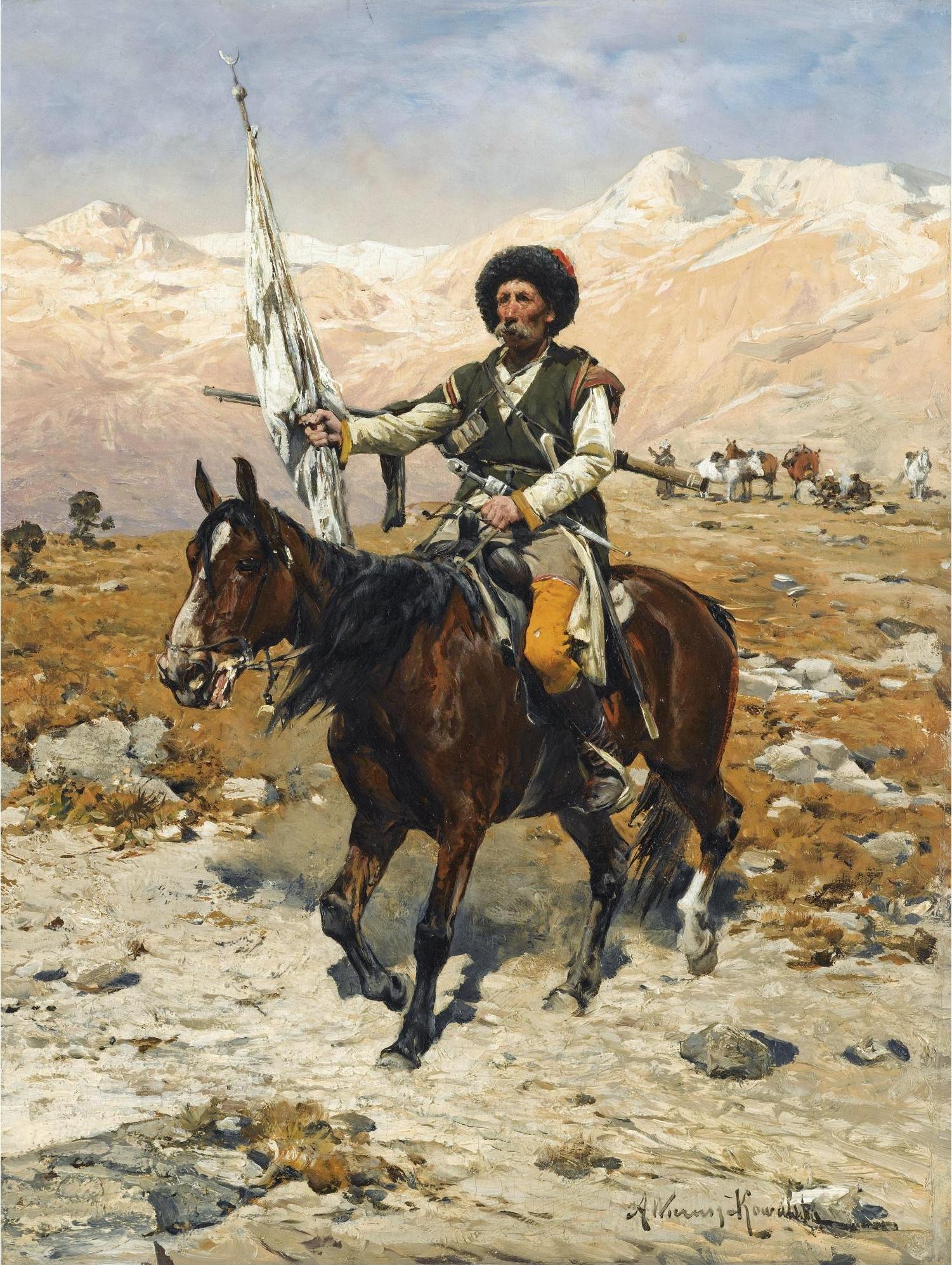
Un chef caucasien, sans date
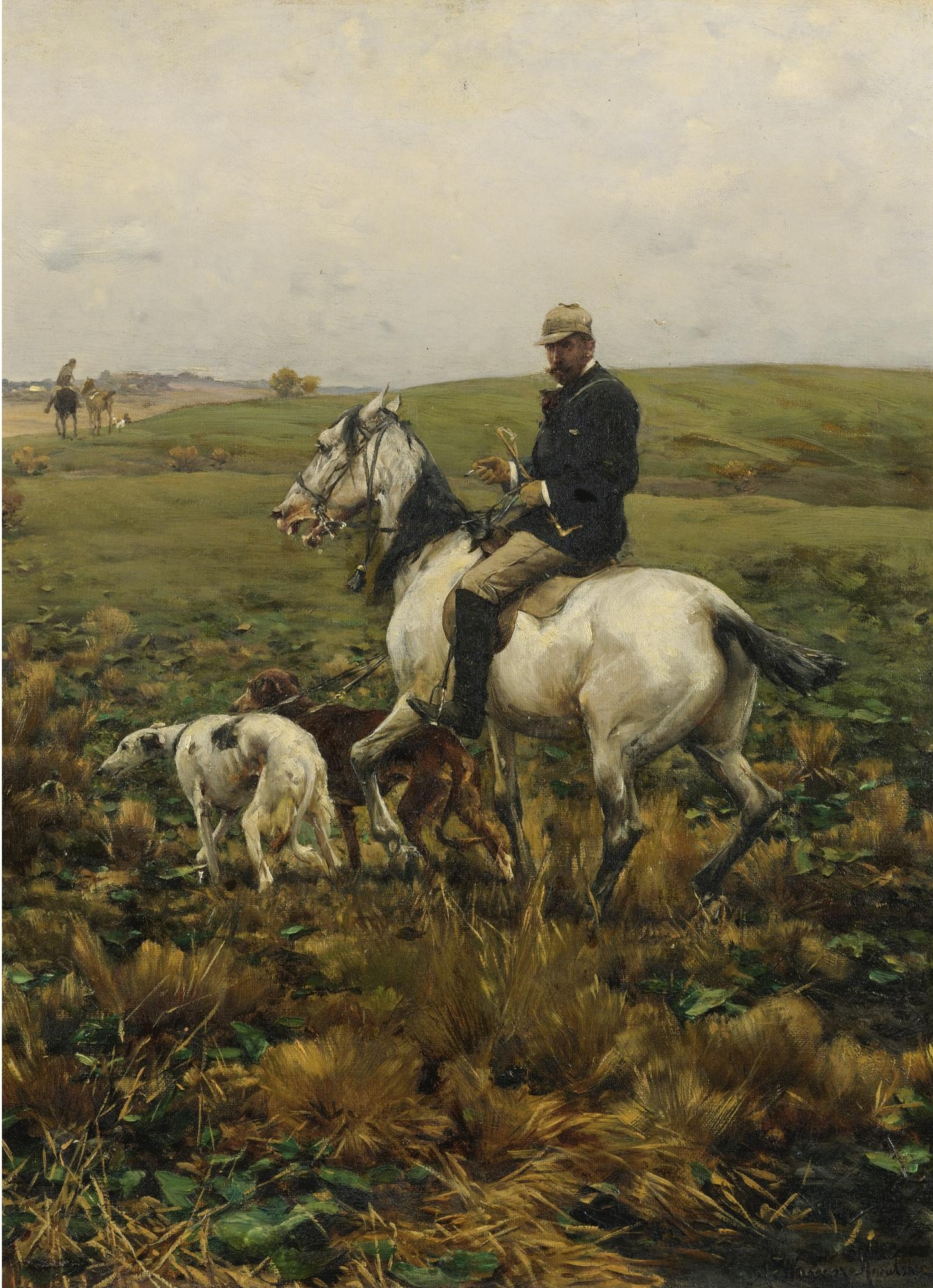
Chasseur avec chiens, sans date
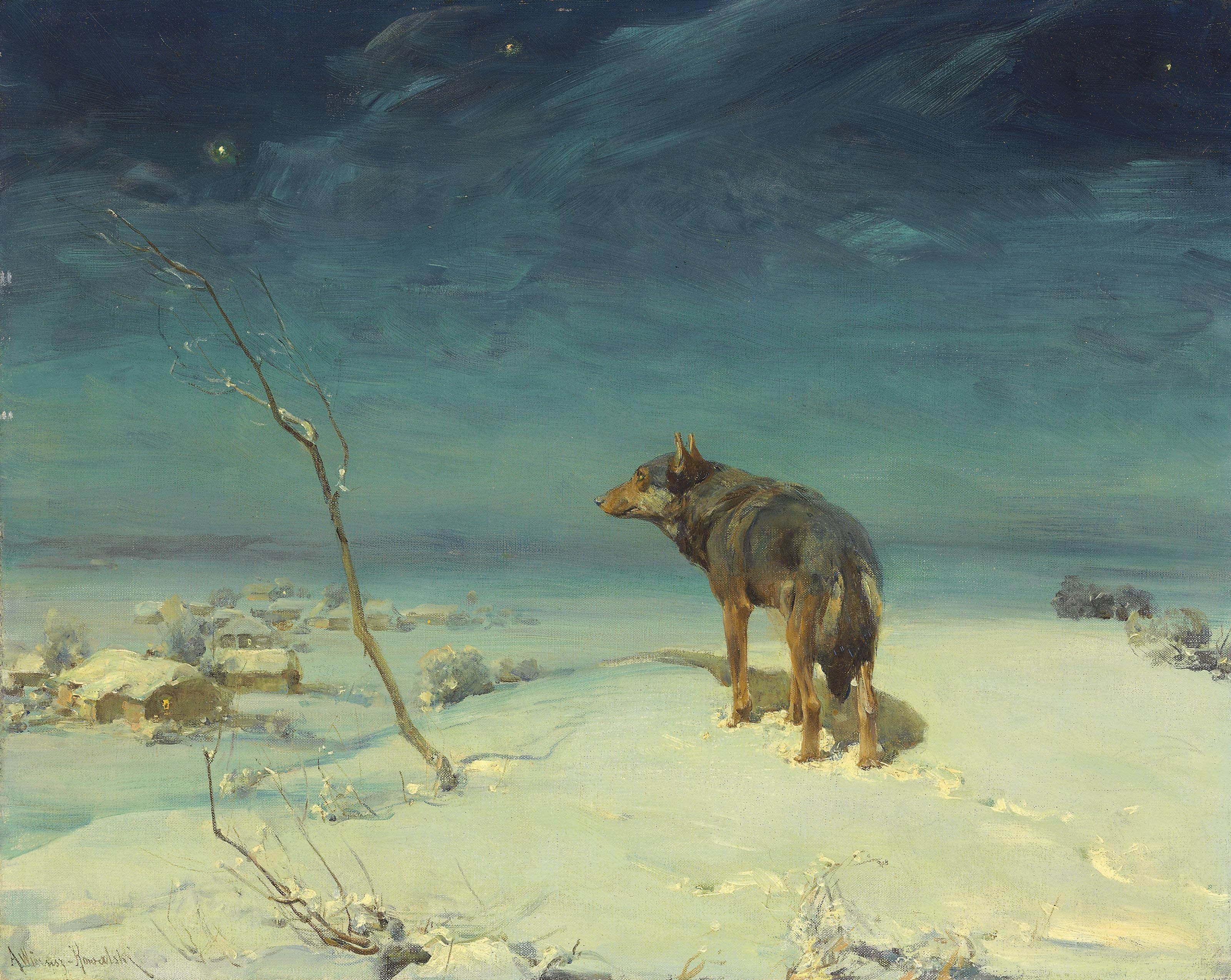
Loup solitaire, sans date